# アーサー・ハーデン
アーサー・ハーデン（Arthur Harden, 1865年10月12日 - 1940年6月17日）は、イギリスの化学者。糖類の発酵の研究の業績によって1929年にノーベル化学賞を受賞した。ナイト爵。

## 生涯
マンチェスターで父アルバートと母エリザの元に出生。幼いころは私立学校で学び、1882年にマンチェスター大学のオーウェンスカレッジに入学、ヘンリー・エンフィールド・ロスコーの元で化学を学び1885年に卒業した。1886年にドルトン奨学金を得てドイツ・エアランゲン大学のオットー・フィッシャーの元に留学し、博士号取得後マンチェスター大学に戻って講師兼実験助手となった。1897年に英国予防医学研究所（後のリスター予防医学研究所）の研究員となり、1907年から1930年まで生化学部の部長を務めた。
研究内容は塩素と二酸化炭素の混合物における光の作用及び、バクテリアによるアルコール発酵である。イースト菌によって分解されたブドウ糖について研究し、ビタミンに関するいくつかの論文を発表した。1935年には王立協会のフェローに任命された。バッキンガムシャーのボーンエンドで没。